# Nucula pusilla
Nucula pusilla is een tweekleppigensoort uit de familie van de Nuculidae. De wetenschappelijke naam van de soort is voor het eerst geldig gepubliceerd in 1877 door Angas.